# Pseudostegana
Pseudostegana är ett släkte av tvåvingar. Pseudostegana ingår i familjen daggflugor.

## Dottertaxa tillPseudostegana, i alfabetisk ordning[1]
- Pseudostegana albinotata
- Pseudostegana angustifasciata
- Pseudostegana atrofrons
- Pseudostegana bifasciata
- Pseudostegana bisetosa
- Pseudostegana campanularia
- Pseudostegana curvata
- Pseudostegana dactylis
- Pseudostegana dolichopoda
- Pseudostegana fleximediata
- Pseudostegana grandipalpis
- Pseudostegana hamata
- Pseudostegana hirta
- Pseudostegana javana
- Pseudostegana lacrymaria
- Pseudostegana latifasciata
- Pseudostegana latipalpis
- Pseudostegana latiparma
- Pseudostegana latizonaria
- Pseudostegana leptoptera
- Pseudostegana lineoparma
- Pseudostegana malayana
- Pseudostegana melanogaster
- Pseudostegana melanopogonias
- Pseudostegana myrmecoformis
- Pseudostegana nitidifrons
- Pseudostegana nitidiventris
- Pseudostegana orbicapitata
- Pseudostegana oxycephala
- Pseudostegana pallidimaculata
- Pseudostegana philoga
- Pseudostegana xanthoptera
- Pseudostegana zonaria